# Bataille de Sand River
2e guerre des Boers
Batailles
Raid Jameson (décembre 1895 - janvier 1896)
- Doornkop

Front ouest (octobre 1899 - juin 1900)
- Kraaipan
- Belmont
- Graspan
- Modder River
- Stormberg
- Magersfontein
- Kimberley
- Paardeberg
- Poplar Grove
- Driefontein
- Sand River
- Mafeking
- Doornkop
- Biddulphsberg
- Lindley
- Diamond Hill

Front est (octobre 1899 - août 1900)
- Talana Hill
- Elandslaagte
- Rietfontein
- Bataille de Ladysmith
- Colenso
- Spion Kop
- Vaal Krantz
- Siège de Ladysmith
- Libération de Ladysmith
- Bergendal

Raids et guérillas (mars 1900 - mai 1902)
- Sanna's Post
- Mostertshoek
- Jammerbergdrift
- Roodewal
- Bothaville
- Leliefontein
- Nooitgedacht
- Vlakfontein
- Groenkloof
- Elands River
- Bloedrivier Poort
- Bakenlaagte
- Groenkop
- Tweebosch
- Rooiwal

La Bataille de Sand River fut un affrontement tenu le 10 mai 1900 à proximité de la ville de Brandfort au cours de la deuxième Guerre des Boers (1899-1902) entre l'Empire britannique et les Boers des deux républiques indépendantes de l'État libre d'Orange et du Transvaal.

## Rétroactes
Bloemfontein, la capitale de l'État libre d'Orange, avait été prise le 10 mars 1900 par les forces britanniques de Frederick Roberts. Dès le 3 mai, il se dirigea vers la capitale du Transvaal, l'autre république boer, avec 25 000 hommes, 80 canons et 50 mitrailleuses. À Brandfort dans la région de Vet River, les Boers disposaient d'environ 2 000 hommes et étaient déterminés à mettre un terme à l'avance britannique.

## La bataille
Les Boers, sous commandement des généraux Louis Botha et Christiaan de Wet, ne purent cependant retenir les forces britanniques étant donné les "trous" dans la défense face au nombre des assaillants. Ils battirent en retraite à la nuit tombée pour éviter l'encerclement.

## Après la bataille
Pretoria, la capitale du Transvaal, sera prise le 5 juin. La capitale économique de l'état, Johannesburg, avait été capturée le 31 mai. Malgré ces occupations stratégiques par les Britanniques, la guerre durera encore deux années.